# Alexis Serna
Alexis Serna Romaña (Quibdó, Chocó, Colombia; 7 de diciembre de 1997) es un futbolista colombiano. Juega como mediocampista y su equipo actual es el Deportivo Independiente Medellín de la Categoría Primera A de Colombia.

## Clubes
| Club                             | País     | Año               |
| -------------------------------- | -------- | ----------------- |
| Universitario de Popayán         | Colombia | 2019              |
| Alianza Petrolera                | Colombia | 2019              |
| Deportes Quindío                 | Colombia | 2020 - 2024       |
| Deportivo Independiente Medellín | Colombia | 2025 - actualidad |